# Иванов, Константин Константинович (художник)
Иванов, Константин Константинович (1921—2003) — советский и российский художник-график. Заслуженный художник РСФСР (1974)

## Биография
Родился в 1921 в Петрограде.
Первые уроки рисования получил у своего отца графика Константина Львовича Иванова.
1933. Занятия в художественной студии имени В. И. Ленина. Работает в различных жанрах плаката, в основном — политического.
1941—1945. Находясь на фронте, рисовал плакаты для «Агитокон ТАСС» и выполнял фронтовые зарисовки.
1950-е—1970-е. Создавал сатирические плакаты, некоторые совместно с Вениамином Брискиным. В результате поездок по СССР и зарубежным странам выполнил серии: «Белое море», «Байкал», «Норвегия», «Франция» и другие. Создал ряд скульптурных произведений в камне и металле.
1956—1991. Работал в мастерской «Агитплаката», принимал участие в её организации.
1960-е—1980-е. Плакаты для «Санпросвета», «Москонцерта», «Союзгосцирка», «Рекламфильма».
1967, 1968. Золотые медали (коллективные), 1968 Серебряная медаль — все за санитарно-просветительные плакаты на Международных конкурсах санитарно-просветительного плаката в Болонье.
1974. Заслуженный художник РСФСР.
1993. Исполнил герб Москвы (утвержден Московской городской думой).
1995. Премия Москвы за герб Москвы.
Умер в 2003 году. Похоронен на Введенском кладбище (19 уч.).